# L'Esquerra (Eslovènia)
L'Esquerra (en eslovè Levica) és un partit polític ecosocialista d'Eslovènia fundat al 2017, successor d'Esquerra Unida com a fusió de dos dels seus components originaris.

## Història
Va néixer el 24 de juny de 2017 com a fusió d'Iniciativa pel Socialisme Democràtic (IDS) i del Partit pel Desenvolupament Sostenible (TRS), dos dels principals components de la llavors Esquerra Unida. El procés no va estar exempt de polèmiques i tensions internes, provocant la sortida de membres d'IDS i crítiques dels fins llavors companys de coalició, provocant la separació de les dues faccions. Amb tot, va ser l'Esquerra qui va mantenir la representació a l'Assemblea Nacional, perdent només un diputat, Matjaž Hanžek, antic dirigent del TRS que va passar com a No Adscrits, el qual va criticar les formes de la unificació.
Malgrat tot, a les eleccions legislatives de 2018 el partit va obtenir el 9.33% dels vots, amb 9 escons, incloent la reelecció dels cinc diputats, doblant els suports de la llavors Esquerra Unida. Entre els nous membres de l'Assemblea es trobava Nataša Sukič, que es va convertir en la primera persona obertament del col·lectiu LGTB de la història de la cambra.
Davant la nova legislatura, el partit va optar per donar suport a la candidatura de Marjan Šarec, però sense entrar formalment al seu govern, després de les negociacions més llargues de la història recent. Durant les mateixes, L'Esquerra va pressionar, entre d'altres qüestions, per organitzar un referèndum sobre la permanència d'Eslovènia a la OTAN, però van haver de descartar-lo davant les posicions atlantistes dels membres de la coalició i a canvi d'altres contraprestacions com la pujada del salari mínim i de les pensions.
Posteriorment, al març de 2020 van patir la sortida del diputat Franc Trček, el qual passaria al grup parlamentari dels Socialdemòcrates. En el mateix any donarien suport a l'anomenat Coalició de l'Arc Constitucional, una aliança política dels partits des del centre a l'esquerra impulsada per l'economista Jože P. Damijan, incloent la Llista de Marjan Šarec, el Partit d'Alenka Bratušek, els Socialdemòcrates, l'Esquerra, i posteriorment també el Partit Democràtic dels Pensionistes. La Coalició va intentar fer caure el govern de Janez Janša amb el candidat propi Karel Erjavec, però no van obtenir els suports necessaris.
A les eleccions de 2022 el partit va perdre la meitat del suport, amb només un 4.46% dels vots i cinc escons, el seu pitjor resultat des de l'etapa d'Esquerra Unida, patint la concentració de vot del nou partit Moviment Llibertat, que aconseguiria prop de la meitat del parlament. L'Esquerra participaria en la següent coalició de govern amb el Moviment Llibertat i els Socialdemòcrates, aconseguint que Luka Mesec, coordinador del partit, esdevingués Viceprimer Ministre i Ministre de Treball, Família, Afers Socials i Igualtat d'Oportunitats. Més endavant Mesec presentaria la seva dimissió després de perdre la majoria del consell del partit, però aconseguiria que Asta Vrečko, la seva candidata, el substituís derrotant la facció d'esquerres.

## Resultats electorals

### Assemblea Nacional
| Any  | Líder      | Vots   | %         | Escons | +/– | Govern                  |
| ---- | ---------- | ------ | --------- | ------ | --- | ----------------------- |
| 2018 | Luka Mesec | 83,108 | 9.33 (#5) | 9 / 90 | 3   | Suport extern (2018–19) |
| 2018 | Luka Mesec | 83,108 | 9.33 (#5) | 9 / 90 | 3   | Oposició (2019–22)      |
| 2022 | Luka Mesec | 53,234 | 4.46 (#5) | 5 / 90 | 4   | Coalició                |

### Presidencials
| Any  | Candidat    | 1a volta | 1a volta   | 2a volta | 2a volta | Resultat |
| Any  | Candidat    | Vots     | %          | Vots     | %        | Resultat |
| ---- | ----------- | -------- | ---------- | -------- | -------- | -------- |
| 2022 | Miha Kordiš | 24,518   | 2,81 / 100 | —        | —        | Derrota  |

### Parlament Europeu
| Any  | Líder         | Vots   | %         | Escons | +/– | Grup PE |
| ---- | ------------- | ------ | --------- | ------ | --- | ------- |
| 2019 | Violeta Tomič | 30,983 | 6.4 (#5)  | 0 / 8  | Nou | -       |
| 2022 | Nataša Sukič  | 32,436 | 4.81 (#7) | 0 / 9  | =   | -       |